# 129071 Catriegle
129071 Catriegle è un asteroide della fascia principale. Scoperto nel 2004, presenta un'orbita caratterizzata da un semiasse maggiore pari a 3,1368443 UA e da un'eccentricità di 0,0630473, inclinata di 14,27805° rispetto all'eclittica.